# Wilbur Scoville
Wilbur Lincoln Scoville (Bridgeport, Connecticut, 22 de janeiro de 1865 – 10 de março de 1942) foi um farmacêutico americano renomado por seu estudo sobre intensidades de pimentas.

## Carreira
Mais conhecido por ter criado o Teste Organoléptico de Scoville, hoje padrozinado como a Escala de Scoville. O teste e a escala foram criados em 1912, enquanto Scoville trabalhava na companhia farmacêutica Parke-Davis, e serve para medir a pungência, o "tempero" ou "calor", de várias malagueta/pimentas.
Um de seus livros, The Art of Compounding, publicado nos Estados Unidos a partir de 1895, rendeu 8 edições americanas e foi usado como referência no ramo da farmacologia até os anos 1960. Em 1922 Scoville recebeu o Prêmio Ebert e em 1929 a Medalha de Honra Remington, ambos conferidos pela Associação Americana de Farmácia (American Pharmaceutical Association, ou APhA). Em 1929 Scoville também recebeu o título de Doutor honoris causa em Ciências pela Universidade de Columbia.
Em 22 de janeiro de 2016, data em que Scoville faria 151 anos, a ferramenta de buscas Google o homenageou com um Doodle jogável.

## Prêmios
Scoville recebeu as seguintes premiações da Associação Americana de Farmácia:
- 1922 – Prêmio Ebert (The Ebert Prize), conferido "...em reconhecimento ao(s) autor(es) de melhor relatório de investigação original relativo à substância medicinal...".
- 1929 – Medalha de Honra Remington (The Remington Honor Medal), prêmio máximo da Associação Americana de Farmácia.